# Hussnylthumla
Hussnylthumla (Bombus norvegicus) är en insekt i överfamiljen bin (Apoidea) som tillhör undersläktet snylthumlor. 

## Utbredning
Humlan har ett mycket stort utbredningsområde; den finns från europeiska atlantkusten i väster och Pyreneerna i söder över främst östra Frankrike och Centraleuropa till Norden i norr samt ryska stillahavskusten och Japan i öster. Den är också påträffad i Tibet och nordöstra Kina (provinserna Jilin, Liaoning, Sichuan samt Yunnan).
I Sverige är arten tämligen vanlig i hela landet från Skåne till Torne lappmark, med undantag för Gotland. Dock är den mycket sällsynt i fjälltrakterna.
I Finland finns den främst i södra och mellersta delarna av landet från Åland och sydkusten, och med ungefärlig nordgräns i Norra Österbotten. Enstaka observationer har gjorts längre norrut, de nordligaste har gjorts i Utsjoki by (2007) i nordöstra Lappland (2007), och i Enontekis i nordvästra Lappland (juli 2024).

## Beskrivning
Hussnylthumlan är övervägande svart med bred, gul krage. På bakkroppen kan honan ha vit behåring på sidorna av tergit 1. Bakkanten av tergit 3 och hela tergit 4 är vithåriga, tergit 5 svarthårig och tergit 6 kal med undantag för svarta hår på sidorna och en vit bakkroppsspets. Hanens färgteckning på bakkroppen är mer varierad: Tergit 1 har gärna blekgul behåring på sidorna, tergit 2 är svart, tergit 3 och 4 har antingen vit eller gul behåring, tergit 5 är svarthårig och tergit 6 till 7 ofta med brunröd behåring. Arten är medelstor, med en kroppslängd på 17 till 20 mm för honan, 15 till 16 mm för hanen. Honan liknar en stor ängssnylthumla.

## Ekologi
Arten snyltar på hushumla. Som alla snylthumlor tar arten inte hand om sin egen avkomma; honan övertar i stället ett hushumlebo, dödar eller underkuvar värddrottningen och låter arbetarna i det övertagna boet ta hand om avkomman.
Honan kommer fram på våren och besöker då gärna maskrosor. När hanen kommer fram i början av juni besöker han bland annat gullris, åkertistel, kärrtistel, kungsmynta, ängsvädd, åkervädd och väddklint. I den kinesiska delen av utbredningsområdet finns den sällsynt i bergen kring 2 500 m.

## Status
Arten är klassificerad som livskraftig ("LC") både i Sverige och Finland.

### Bokkälla
- G. Holmström (2007). Humlor - Alla Sveriges arter. Östlings Bokförlag Symposion. ISBN 978-91-7139-776-8

### Fotnoter
1. 1 2  ”Bombus norvegicus (Sparre-Schneider, 1918)” (på engelska). Discover Life. https://www.discoverlife.org/mp/20q?search=Bombus+norvegicus. Läst 30 juli 2025.
2. ↑  Pierre Rasmont et al. (9 december 2013). ”Bombus (Psithyrus) norvegicus (Sparre-Schneider, 1918)” (på engelska). Atlas Hymenoptera. Université de Mons. http://www.atlashymenoptera.net/pagetaxon.asp?tx_id=3057. Läst 9 maj 2017.
3. ↑  Rasmont, P., Roberts, S., Cederberg, B., Radchenko, V. & Michez, D. 2015 Bombus norvegicus . Från: IUCN 2015. IUCN Red List of Threatened Species. Version 2018.1. Läst 3 juli 2023.
4. 1 2 3 4 5  ”Hussnylthumla Bombus norvegicus (Sparre-Schneider, 1918)”. Information. Artdatabanken. 2025. https://artfakta.se/taxa/103252/information. Läst 18 juli 2025.
5. 1 2  Paul Williams, Ya Tang, Jian Yao & Sydney Cameron (2008). ”The bumblebees of Sichuan (Hymenoptera: Apidae, Bombini)” (på engelska) (PDF (9,34 MB)). Systematics and Biodiversity. University of Illinois. sid. s. 56-57. doi:10.1017/S1477200008002843. http://www.life.illinois.edu/scameron/pdfs/Williams&al09_Sichuan.pdf. Läst 12 maj 2010.
6. ↑  ”Bombus norvegicus – Bläddra observationer”. Finlands Artdatacenter. 2025. https://laji.fi/sv/observation/map?target=MX.204734&countryId=ML.206&recordQuality=EXPERT_VERIFIED,COMMUNITY_VERIFIED,NEUTRAL&needsCheck=false. Läst 18 juli 2025.
7. 1 2  G. Holmström Humlor - Alla Sveriges arter sid. 150-151
8. ↑  G. Holmström Humlor - Alla Sveriges arter sid. 62-63
9. ↑  Juho Paukkunen (2019). ”Hussnylthumla – Bombus norvegicus”. Finlands artdatacenter. https://laji.fi/sv/taxon/MX.204734. Läst 23 mars 2022.